# Nina Barszczewska
Nina Barszczewska (ur. 29 czerwca 1956 w Koźlikach) – polska językoznawczyni, doktor habilitowany nauk humanistycznych, pracownik naukowy Katedry Białorutenistyki Wydziału Lingwistyki Stosowanej Uniwersytetu Warszawskiego.

## Życiorys
W 2004 r. habilitowała się na podstawie pracy zatytułowanej Emigracja białoruska w obronie języka ojczystego. Była profesorem nadzwyczajnym i kierownikiem w Katedrze Białorutenistyki  na Wydziale Lingwistyki Stosowanej Uniwersytetu Warszawskiego.